# Saison 1947-1948 de l'AS Saint-Étienne
Chronologie
Saison précédente Saison suivante
Cet article fournit diverses informations sur la saison 1947-1948 de l'AS Saint-Étienne, un club de football français basé à Saint-Étienne (Loire).

## Résumé de la saison
- Les Verts terminent le championnat à une belle 4e place au classement
- Le club voit le retour d’Antoine Cuissard après une saison à Lorient. Recrutement limité cette saison en nombre.
- Les verts vont prendre leur revanche sur le 8-0 de la saison dernière contre Lille en leur infligeant un 8-3
- Maître Perroudon revient à la direction du club au début de cette saison. Ignace Tax reste l’entraîneur .

## Équipe professionnelle

### Mercato
Sont considérés comme arrivées, des joueurs n’ayant pas joué avec l’équipe 1 la saison précédente.
| Nom                 | Nationalité | Poste     | Transfert | Provenance/Destination | Division |
| ------------------- | ----------- | --------- | --------- | ---------------------- | -------- |
| Arrivées            |             |           |           |                        |          |
| Antoine Cuissard    |             | Attaquant | Transfert | Lorient                | -        |
| Paul Boyer          |             | Milieu    | -         | -                      | -        |
| Emile Rémy          |             | Milieu    | -         | -                      | -        |
| Louis Vernay        |             | Milieu    | -         | -                      | -        |
| Manuel Fernández    |             | Défenseur | Transfert | Stade clermontois      | -        |
| Victor Mathieu      |             | Défenseur | Transfert | Red Star               | -        |
| René Hanus          |             | Attaquant | Transfert | Angoulême              | -        |
| Roger Vialleron     |             | Milieu    | -         | -                      | -        |
| Miroslav Jankowski  |             | Attaquant | -         | -                      | -        |
| Départs             |             |           |           |                        |          |
| Arsène Casy         |             | Défenseur | -         | -                      | -        |
| Abdelkader Amar     |             | Défenseur | -         | -                      | -        |
| Albert Haroux       |             | Milieu    | -         | -                      | -        |
| René van der Heyden |             | Milieu    | -         | -                      | -        |
| Mohamed Nemeur      |             | Milieu    | -         | -                      | -        |
| Joseph Rich I       |             | Milieu    | -         | -                      | -        |
| Roger Pasquini      |             | Milieu    | -         | -                      | -        |
| Maryan Mielkarek    |             | Attaquant | -         | -                      | -        |
| Michel Brusseaux    |             | Attaquant | -         | -                      | -        |
| Kurt Baertch        |             | Attaquant | -         | -                      | -        |

## Championnat

### Matchs allers
| Date | N o | Adversaire             | Lieu | Résultat | Buteurs pour Saint-Étienne           | Points |
| ---- | --- | ---------------------- | ---- | -------- | ------------------------------------ | ------ |
| -    | J01 | Stade rennais UC       | Ext. | 4 - 3    | Rodriguez , Hanus , Jankowski        | 2      |
| -    | J02 | Olympique Alès         | Dom. | 3 - 3    | Rodriguez , Scallon , Cuissard       | 3      |
| -    | J03 | RC Paris               | Ext. | 2 - 2    | Rodriguez , Alpsteg                  | 4      |
| -    | J04 | FC Sète                | Dom. | 3 - 1    | Remy , Alpsteg , Hanus               | 6      |
| -    | J05 | CO Roubaix-Tourcoing   | Ext. | 0 - 3    | Rodriguez , Cuissard , Hanus         | 8      |
| -    | J06 | FC Metz                | Dom. | 3 - 0    | Rodriguez , Cuissard , Hanus         | 10     |
| -    | J07 | FC Sochaux             | Ext. | 2 - 2    | Firoud , Rodriguez                   | 11     |
| -    | J08 | Toulouse FC            | Dom. | 4 - 2    | Rodriguez , Cuissard                 | 13     |
| -    | J09 | FC Nancy               | Ext. | 0 - 4    | -                                    | 13     |
| -    | J10 | Olympique de Marseille | Dom. | 3 - 2    | Cuissard , Hanus                     | 15     |
| -    | J11 | Stade français         | Ext. | 2 - 1    | Firoud                               | 15     |
| -    | J12 | SO Montpellier         | Dom. | 2 - 2    | Alpsteg , Firoud                     | 16     |
| -    | J13 | AS Cannes              | Ext. | 0 - 3    | Lauer , Firoud , Jankowski           | 18     |
| -    | J14 | Lille OSC              | Ext. | 0 - 0    | -                                    | 19     |
| -    | J15 | Red Star OA            | Dom. | 4 - 1    | Lauer , Rodriguez , Alpsteg , Firoud | 21     |
| -    | J16 | RC Strasbourg          | Dom. | 1 - 1    | Cuissard                             | 22     |
| -    | J17 | Stade de Reims         | Ext. | 6 - 0    | -                                    | 22     |

#### Matchs retour
| Date | N o | Adversaire             | Lieu | Résultat | Buteurs pour Saint-Étienne                                | Points |
| ---- | --- | ---------------------- | ---- | -------- | --------------------------------------------------------- | ------ |
| -    | J18 | Stade rennais UC       | Dom. | 1 - 0    | Lauer                                                     | 24     |
| -    | J19 | Olympique Alès         | Ext. | 2 - 2    | Alpsteg , Boyer                                           | 25     |
| -    | J20 | RC Paris               | Dom. | 1 - 4    | Cuissard                                                  | 25     |
| -    | J21 | FC Sète                | Ext. | 4 - 2    | Remy , Calligaris                                         | 25     |
| -    | J22 | CO Roubaix-Tourcoing   | Dom. | 1 - 2    | Rodriguez                                                 | 25     |
| -    | J23 | FC Metz                | Ext. | 2 - 2    | Rodriguez , Calligaris                                    | 26     |
| -    | J24 | FC Sochaux             | Dom. | 2 - 1    | Firoud , Alpdteg                                          | 28     |
| -    | J25 | Toulouse FC            | Ext. | 0 - 2    | Scallon , Alpsteg                                         | 30     |
| -    | J26 | FC Nancy               | Ext. | 2 - 0    | Cuissard , -csc                                           | 32     |
| -    | J27 | Olympique de Marseille | Ext. | 4 - 1    | Cuissard                                                  | 32     |
| -    | J28 | Stade français         | Dom. | 1 - 1    | Rodriguez                                                 | 33     |
| -    | J29 | SO Montpellier         | Ext. | 2 - 0    | -                                                         | 33     |
| -    | J30 | AS Cannes              | Dom. | 2 - 0    | Firoud , Jankowski                                        | 35     |
| -    | J31 | Lille OSC              | Dom. | 8 - 3    | Lauer , Rodriguez , Huguet , Firoud , Alpsteg , Jankowski | 37     |
| -    | J32 | Red Star OA            | Ext. | 0 - 5    | Lauer , Rodriguez , Alpsteg , Firoud                      | 39     |
| -    | J33 | RC Strasbourg          | Ext. | 2 - 0    | -                                                         | 39     |
| -    | J34 | Stade de Reims         | Dom. | 0 - 5    | Cuissard , Lauer                                          | 41     |

### Classement
| Rang | Équipe                 | Pts | J  | G  | N  | P  | Bp | Bc | GA    |
| ---- | ---------------------- | --- | -- | -- | -- | -- | -- | -- | ----- |
| 1    | Olympique de Marseille | 48  | 34 | 20 | 8  | 6  | 83 | 43 | 1,93  |
| 2    | Lille OSC C            | 47  | 34 | 20 | 7  | 7  | 82 | 51 | 1,608 |
| 3    | Stade de Reims         | 46  | 34 | 20 | 6  | 8  | 73 | 34 | 2,147 |
| 4    | AS Saint-Étienne       | 41  | 34 | 16 | 9  | 9  | 72 | 58 | 1,241 |
| 5    | Stade français         | 38  | 34 | 15 | 8  | 11 | 68 | 58 | 1,172 |
| 6    | RC Strasbourg          | 37  | 34 | 13 | 11 | 10 | 82 | 58 | 1,414 |
| 7    | RC Paris               | 37  | 34 | 16 | 5  | 13 | 79 | 64 | 1,234 |
| 8    | CO Roubaix-Tourcoing T | 37  | 34 | 15 | 7  | 12 | 62 | 60 | 1,033 |
| 9    | FC Sochaux P           | 34  | 34 | 13 | 8  | 13 | 63 | 59 | 1,068 |
| 10   | Stade rennais UC       | 34  | 34 | 13 | 8  | 13 | 56 | 59 | 0,949 |
| 11   | FC Metz                | 30  | 34 | 13 | 4  | 17 | 70 | 82 | 0,854 |
| 12   | FC Nancy               | 30  | 34 | 11 | 8  | 15 | 49 | 64 | 0,766 |
| 13   | Toulouse FC            | 29  | 34 | 13 | 3  | 18 | 50 | 62 | 0,806 |
| 14   | AS Cannes              | 29  | 34 | 10 | 9  | 15 | 47 | 66 | 0,712 |
| 15   | SO Montpellier         | 28  | 34 | 10 | 8  | 16 | 52 | 67 | 0,776 |
| 16   | FC Sète                | 26  | 34 | 11 | 4  | 19 | 59 | 85 | 0,694 |
| 17   | Olympique Alès P       | 25  | 34 | 7  | 11 | 16 | 49 | 79 | 0,62  |
| 18   | Red Star OA            | 16  | 34 | 6  | 4  | 24 | 30 | 77 | 0,39  |

 Victoire à 2 points
Résultat
- Champion de France 1947-1948
- Vice-champion de France 1947-1948

Relégation
- 17e et 18e : relégation en Division 2

Abréviations
T : Tenant du titre

C : Vainqueur de la Coupe de France 1947-48

P : Promus de Division 2
- En cas d'égalité entre deux clubs, le premier critère de départage est la moyenne de buts.
- Montent en D1 : OGC Nice, SR Colmar

## Coupe de France

### Tableau récapitulatif des matchs
| Date       | N o              | Adversaire   | Lieu                   | Résultat | Buteurs pour Saint-Étienne    | Suite                               |
| ---------- | ---------------- | ------------ | ---------------------- | -------- | ----------------------------- | ----------------------------------- |
| 14/12/1947 | 64èmes de finale | Villefranche | Villefranche-sur-Saône | 4 - 0    | R.Alpsteg , Lauer , Rodriguez | Qualifiés pour les 32èmes de finale |
| 03/01/1948 | 32èmes de finale | RC Lens      | Reims                  | 3 - 0    | -                             | Éliminés                            |

## Statistiques individuelles

### Statistiques buteurs
| Place | Nom                | Division 1 | Coupe de France | TOTAL des BUTS |
| 1     | Antoine Rodriguez  | 15 buts    | 1 but           | 16 buts        |
| 2     | Antoine Cuissard   | 13 buts    | -               | 13 buts        |
| 3     | René Alpsteg       | 10 buts    | 2 buts          | 12 buts        |
| 4     | Kader Firoud       | 10 buts    | -               | 10 buts        |
| 5     | Jean Lauer         | 6 buts     | 1 but           | 7 buts         |
| 6     | René Hanus         | 6 buts     | -               | 6 buts         |
| 7     | Miroslav Jankowski | 4 buts     | -               | 4 buts         |
| 8     | Hector Scallon     | 2 buts     | -               | 2 buts         |
| 8     | Emile Rémy         | 2 buts     | -               | 2 buts         |
| 10    | André Calligaris   | 1 but      | -               | 1 but          |
| 10    | Guy Huguet         | 1 but      | -               | 1 but          |
| 10    | Paul Boyer         | 1 but      | -               | 1 but          |
| #     | contre son camp    | 1 but      | -               | 1 but          |
| Total | 12 buteurs         | 72 buts    | 4 buts          | 76 buts        |

Date de mise à jour : le 25 septembre 2014.

## Joueurs en sélection nationale

### Équipe de France
3 Stéphanois aura les honneurs de l’Équipe de France cette année René Alpsteg, Guy Huguet et Antoine Cuissard qui auront chacun respectivement 2, 3 et 4 sélections en Équipe de France cette saison-là.
| Joueurs          | Position  | Date       | Lieu      | Adversaire      | Score | Temps de jeu | Buts |
| Guy Huguet       | Défenseur | 23.05.1948 | Colombes  | Écosse          | 3 - 0 | 90           | -    |
| Guy Huguet       | Défenseur | 06.06.1948 | Bruxelles | Belgique        | 4 - 2 | 90           | -    |
| Guy Huguet       | Défenseur | 12.06.1948 | Prague    | Tchécoslovaquie | 0 - 4 | 90           | -    |
| Antoine Cuissard | Milieu    | 04.04.1948 | Colombes  | Italie          | 1 - 3 | 90           | -    |
| Antoine Cuissard | Milieu    | 23.05.1948 | Colombes  | Écosse          | 3 - 0 | 90           | -    |
| Antoine Cuissard | Milieu    | 06.06.1948 | Bruxelles | Belgique        | 4 - 2 | 90           | 47e  |
| Antoine Cuissard | Milieu    | 12.06.1948 | Prague    | Tchécoslovaquie | 0 - 4 | 90           | -    |
| René Alpsteg     | Attaquant | 23.11.1947 | Lisbonne  | Portugal        | 2 - 4 | 90           | -    |
| René Alpsteg     | Attaquant | 04.04.1948 | Colombes  | Italie          | 1 - 3 | 90           | -    |